# Mathias Cormann
Pour les articles homonymes, voir Cormann.
Mathias Hubert Paul Cormann, né le 20 septembre 1970 à Raeren (Belgique), est un homme politique australien. 
Il est sénateur du Parti libéral de 2007 à 2020. Le 8 décembre 2009, il est désigné par le cabinet fantôme assistant trésorier et ministre des Finances de ce cabinet fantôme.
De 2018 à 2019, il est ministre de la Fonction publique au sein du gouvernement Morrison.
Le 1er juin 2021, il devient secrétaire général de l’OCDE en remplacement d'Ángel Gurria.

## Biographie

### Jeunesse
Né à Eupen en Belgique, originaire de Raeren, germanophone de naissance, Cormann obtient une licence en droit à la Katholieke Universiteit Leuven, néerlandophone. Les deux premières années des cinq du programme sont effectuées aux Facultés universitaires Notre-Dame de la Paix de Namur, francophones. Au cours de ses études universitaires, il participe à un programme d’échange universitaire avec l'Université d'East Anglia à Norwich en 1993-94, où il apprend à parler anglais. Après avoir visité Perth en 1994, il s'installe en Australie,. En Belgique, il est proche du Christlich Soziale Partei, œuvrant notamment comme assistant du député européen Mathieu Grosch à partir de 1994.
Établi définitivement en Australie en 1996, il travaille un temps comme jardinier dans l'attente de la reconnaissance de ses diplômes. Il obtient une licence de pilote d'avion en 2001.

### Carrière politique
Il rejoint le Parti libéral en Australie occidentale, et exerce alors une fonction de chef de cabinet, puis de conseiller senior au Premier ministre d'Australie occidentale, Richard Court. Il passe ensuite au niveau fédéral, travaillant pendant deux années comme Conseiller senior pour le Ministre de la Justice Chris Ellison. Entre 2003 et 2008, Cormann est le Vice-Président du Parti libéral d'Australie occidentale. Il est également Directeur général du fonds social HBF Health Fund, une compagnie d'assurance santé d'Australie occidentale, jusqu’à sa démission en 2007 pour se présenter comme sénateur. Il peut notamment se présenter au scrutin fédéral de 2007 à la suite de la démission du sénateur controversé Ross Lightfoot, empêtré dans diverses affaires. Lors d'un entretien télévisé sur Stateline de la chaine ABC le 27 avril 2007, Lightfoot déclare qu'il considère Cormann, bien qu'il ne cite pas son nom, comme  "inapproprié" pour le remplacer. Le principal grief de Lightfoot est qu'il y avait des "personnes plus appropriées", qui "ont servi" plus longtemps le parti" et qui "ont résidé plus longtemps dans le pays". Lorsque le sénateur Ian Campbell annonce soudainement sa démission le 4 mai 2007, Cormann est rapidement présélectionné pour occuper le poste vacant. Campbell démissionne formellement le 31 mai. Cormann est investi le 20 juin 2007, et exerce la fonction jusqu'à son terme à la fin de 2011. Au Sénat, en plus de sa fonction comme Ministre de la Santé pour le cabinet fantôme, il exerce par ailleurs le rôle de Président de la Commission pour les carburants et l'énergie. Profitant de son expérience dans le secteur privé de la Santé, Cormann interpelle régulièrement le nouveau gouvernement travailliste sur les implications concrètes de sa politique.
À la surprise de nombreux observateurs, il intègre le 18 septembre 2013 le gouvernement de Tony Abbott où il exerce la fonction de ministre du budget australien (Minister for Finance). Il est notamment premier-Ministre par intérim début 2018.

### Secrétaire général de l'OCDE
Le 12 mars 2021, Mathias Cormann est élu secrétaire général de l'Organisation de coopération et de développement économiques (OCDE) par les ambassadeurs de cette organisation qui compte 37 membres. Il est élu « à une courte majorité », devant la Suédoise Cecilia Malmström, ex-commissaire européenne au commerce. Sa nationalité australienne a joué en sa faveur, les pays occidentaux souhaitant gagner en influence en Asie pour faire face à la Chine. Il prend ses fonctions le 1er juin suivant pour un mandat de cinq ans, en remplacement d'Ángel Gurria dont le mandat avait été renouvelé deux fois (soit quinze ans au total) à ce poste.
Son élection est désapprouvée par les mouvements écologistes et les organisations syndicales, la Confédération européenne des syndicats (CES) se déclarant ainsi « très préoccupée ».

## Idéologie politique
Mathias Cormann est partisan du libre-échange et du libéralisme économique. Il est parfois considéré comme climatosceptique, qualifiant d’« extrémistes » certains objectifs de réduction des émissions de CO2 et dénigrant les marches pour le climat. Il s'est aussi engagé contre le système de tarification du carbone visant à réduire les émissions de l’industrie australienne.
D’après L’Humanité, « en Australie, l’homme est connu comme climatosceptique et antisocial, hostile à l’aide au développement, partisan de l’austérité, du gel des salaires ou encore de l’abolition de l'impôt sur la fortune. »

## Sources
- (en) Cet article est partiellement ou en totalité issu de l’article de Wikipédia en anglais intitulé « Mathias Cormann » (voir la liste des auteurs).